# Darvin
Darvin, mansnamn, albansk form av det engelska namnet Darwin.